# Tylos australis
Tylos australis är en kräftdjursart som beskrevs av Lewis och Bishop 1990. Tylos australis ingår i släktet Tylos och familjen Tylidae. Inga underarter finns listade i Catalogue of Life.